# Санта-Марія-ла-Реаль-де-Ньєва
Санта-Марія-ла-Реаль-де-Ньєва (ісп. Santa María la Real de Nieva) — муніципалітет в Іспанії, у складі автономної спільноти Кастилія-і-Леон, у провінції Сеговія. Населення — 1193 особи (2010).
Муніципалітет розташований на відстані близько 95 км на північний захід від Мадрида, 26 км на північний захід від Сеговії.
На території муніципалітету розташовані такі населені пункти: (дані про населення за 2010 рік)
- Арагонесес: 41 особа
- Баліса: 59 осіб
- Оюелос: 63 особи
- Хеменуньйо: 114 осіб
- Лагуна-Родріго: 38 осіб
- Мігель-Ібаньєс: 25 осіб
- Очандо: 37 осіб
- Парадінас: 74 особи
- Паскуалес: 30 осіб
- Пінілья-Амброс: 38 осіб
- Санта-Марія-ла-Реаль-де-Ньєва: 514 осіб
- Сантовенія: 42 особи
- Табладільйо: 53 особи
- Вільйослада: 65 осіб

## Демографія
Динаміка населення (INE ):

## Галерея зображень

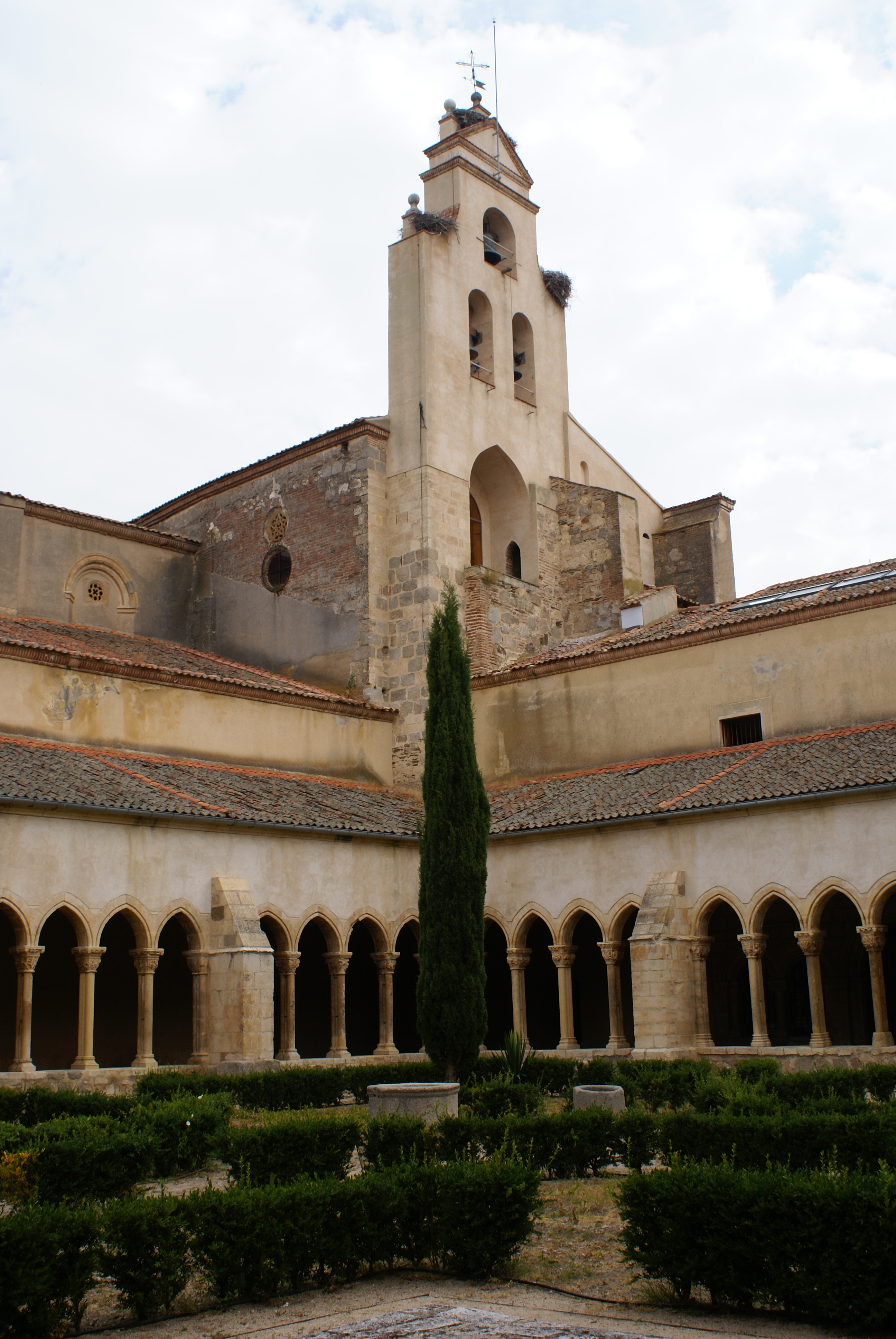
Церква Нуестра-Сеньйора-де-ла-Сотерранья